# 粵語聲調
粵語聲調指粵語裏可以分析出的聲調。用不同定義計出來的聲調數目未必一樣。以標準粵語（即粵海片廣州話）而言，一般有「九聲六調」之說。

## 粵語方言
粵語以珠江三角洲爲中心，流行於廣東、廣西、香港、澳門、越南東北部（山由族聚居地）及海外華人社區，依據不同地域的語音和用詞，可分多個方言片，例如粵海片（廣府片）、莞寶片、羅廣片、四邑片、高陽片、邕潯片、勾漏片、欽廉片、吳化片，不同學者間的分片多寡或略有差異。而每個方言片下，皆有三數種至十多、廿多種方言。此外，尚有海南西部人士說的儋州話、邁話等未分片粵語方言。由於不同粵語方言間的實際語音皆有差異，因此它們的聲調數量和具體調值會不一樣。
下文均以標準粵語爲例。

## 聲調計算
聲調的定義亦影響到聲調數量的計算。
在語言學分析上，聲調的常用定義是一種附着於音節的高低抑揚，又稱「音高」或「調值」。只要調值相同，即視爲同一聲調，不用考慮其他因素。
在漢語音韻學上，聲調的意義則包涵了抑揚和頓挫，抑揚就是前述的「音高」或「調值」，頓挫則關係到它是舒聲還是促聲，具體操作上，取於於它有沒入聲的輔音韻尾。

### 九聲調
如果依據傳統漢語音韻學的定義，即使兩個音節調值相同，但仍要再看它是否帶入聲韻尾，即其頓挫性質是否相同，而決定它們是否屬於兩個不同的聲調。北宋《廣韻》就分漢字為「平上去入」四聲。按此，標準粵語有9個聲調：1. 陰平、2. 陰上、3. 陰去、4. 陽平、5. 陽上、6. 陽去、7. 上陰入、8. 下陰入、9. 陽入。1940年代開發的黃錫凌羅馬拼音，以及1970年代開發的教育學院拼音方案，皆採用這種定義，以數字1至9來標示9個聲調。在這情況下，要判別一個字是否屬於入聲，可以只看標調的代表數字是否7、8和9，也可以看其拼音的韻尾字母是否-p、-t、-k。

### 六聲調
如果依據語言學分析上的定義，只要兩個音節的調值相同，就視爲同一聲調。按此，標準粵語的聲調有6個，分別爲：1. 陰平＋上陰入、2. 陰上、3. 陰去＋下陰入、4. 陽平、5. 陽上、6. 陽去＋陽入。1993年開發的香港語言學學會粵語拼音方案，就採用這種定義，以數字1至6來標示6個聲調。在這情況下，要判別一個字是否屬於入聲，必須看其拼音最尾的字母是否-p、-t、-k，不能只看標調的代表數字。

### 九聲六調
綜合上述兩種情況，平時粵語人士會說粵語有「九聲六調」。「九聲」的「聲」代表傳統漢語音韻學上的完整聲調；「六調」的「調」代表不理會頓挫性質的單純調值。上陰入與陰平的分別、陰去與下陰入的分別、陽去與陽入的分別，皆在於其頓挫性質，不在於調值。「九聲六調」實際上是把「九聲調」和「六聲調」這兩種說法拼在一起說而已。

### 超出九聲調
上述的聲調計算，只包括了平常的發音，不包含像小稱變調、口語的下陽入、等少數字的變調或口頭讀音。因此連同變調，粵語的聲調可被算作十一聲，甚至十三聲。但若不計算頓挫性質，則仍然不超出六調的六種高低調值。
陰平是各聲調中調值最高的，但在變調中會出現比陰平還高的超高陰平，如「月光」的「光」、「曹操」的「操」，有論者稱之為「超平」。另一種變調則是將陽入或下陰入聲提到和陰上聲一樣的音高（入聲本無該音高），有人稱之為「新入」或「上入」，例如「蝴蝶」的「蝶」。同一句末語氣助詞變調會影響原句語氣。
除音高變化外，句末音節亦有時長變化，會影響語句口吻。

## 歷史源流
對於形成粵語不同聲調的計算，有硏究者追溯歷史上對「聲調」的看法。目前比較新的成果，傾向認爲上古漢語中的本來沒有區分不同音高，但有不同形式的輔音結尾。後來，不同的輔音結尾漸漸演變出某些聲調特徵。在上古漢語後期，可能已出現了多種不同的調值，但輔音結尾仍然給保留着。
進入中古漢語，「平、上、去、入」四聲肯定已獲當時的人確立。這時候，四聲的不同調值，反而成爲了區分的重點，並導致原來的輔音結尾變成非必要的區分元素，而慢慢脫落，此為聲調起源（Tonogenesis）的過程。再進一步，聲母的的濁音也慢慢消失，改爲以調值來區分，清音和濁音分別演化成「陰」、「陽」的不同聲調，「四聲」因變成「八聲」。
不同漢語方言演變出來的具體調值未必一致。然而「平、上、去、入」四聲中的「入聲」，即使到中古漢語的後期，仍保留着塞音韻尾，使它未必需要跟前三者的調值不相同，有可能仍然維持依靠韻尾來區分。以粵語的情況，入聲的調值可能長期與去聲一樣。即使清濁聲母演變成「陰」和「陽」兩套不同調值後，陰入的調值仍可能跟陰去相同，陽入的調值仍可能跟陽去相同。
最後，陰入聲因應元音的長短不同，逐漸分裂成上陰入和下陰入兩種調值（將上陰入和下陰入分別叫做陰入和中入其實是錯誤叫法，此等調名會令人誤以為入聲同時三分），粵語在傳統音韻學上的「九聲」因而形成。然而，下陰入的調值仍然跟陰去一樣，而分化出來的上陰入則與陰平有相同調值。結果粵語在語言學上，只計算調值，不計算頓挫性質，則爲「六調」，如下表所示：
| 調序              | 調1    | 調2  | 調3    | 調4    | 調5    | 調6  |
| ----------------- | ------ | ---- | ------ | ------ | ------ | ---- |
| 調字              | 尖     | 陡   | 亢     | 沉     | 仰     | 下   |
| 調值              | 55；53 | 35   | 33     | 11；21 | 13；23 | 22   |
| 調形 （國際音標） | ˥；˥˧  | ˧˥   | ˧      | ˩；˨˩  | ˩˧；˨˧ | ˨    |
| 舒聲類            | 陰平   | 陰上 | 陰去   | 陽平   | 陽上   | 陽去 |
| 入聲類            | 上陰入 | 註1  | 下陰入 | 註2    |        | 陽入 |

- 註1：入聲字在小稱變調時，例如「請帖」的「帖」字、「麻雀」的「雀」字、「蝴蝶」的「蝶」字、「手鈪」的「鈪」字、人名「小玉、美玉、寶玉」的「玉」字，聲調如此。
- 註2：一些擬聲的入聲音節，例如「一啖嗗落喉嚨」的「嗗（gut4）」字、「瞓到goet4goet2聲」的「goet4」字、「咪再gok4道門啦」的「gok4」字，聲調如此。

## 標準粵語聲調系統
| 聲調名稱 | 陰平   | 陰上 | 陰去 | 陽平   | 陽上   | 陽去 | 上陰入 | 下陰入 | 陽入 |
| -------- | ------ | ---- | ---- | ------ | ------ | ---- | ------ | ------ | ---- |
| 調值     | 55；53 | 35   | 33   | 11；21 | 13；23 | 22   | 5      | 3      | 2    |
| 國際音標 | ˥；˥˧  | ˧˥   | ˧    | ˩；˨˩  | ˩˧；˨˧ | ˨    | ˥      | ˧      | ˨    |
| 漢字舉例 | 分     | 粉   | 訓   | 焚     | 憤     | 份   | 忽     | 發     | 佛   |
| 代表數字 | 1      | 2    | 3    | 4      | 5      | 6    | 1；7   | 3；8   | 6；9 |
| 粵拼     | fan1   | fan2 | fan3 | fan4   | fan5   | fan6 | fat1   | faat3  | fat6 |
| 教院拼音 | fan1   | fan2 | fan3 | fan4   | fan5   | fan6 | fat7   | faat8  | fat9 |

## 九聲口訣
| 陰平                    | 陰上 | 陰去 | 陽平 | 陽上 | 陽去 | 上陰入 | 下陰入 | 陽入 |
| ----------------------- | ---- | ---- | ---- | ---- | ---- | ------ | ------ | ---- |
| 三                      | 九   | 四   | 零   | 五   | 二   | 七     | 八     | 六   |
| 千                      | 幾   | 個   | 無   | 有   | 萬   | 億     | 百     | 十   |
| 三                      | 碗   | 細   | 牛   | 腩   | 麵   | 餿     | 夾     | 辣   |
| 周                      | 口   | 店   | 河   | 姆   | 渡   | 骨     | 甲     | 集   |
| 輕                      | 走   | 過   | 田   | 野   | 路   | 不     | 吃     | 力   |
| 他                      | 只   | 愛   | 羊   | 肚   | 但   | 不     | 吃     | 辣   |
| 踎                      | 喺   | 汕   | 頭   | 有   | 近   | 一     | 百     | 日   |
| 風                      | 水   | 到   | 時   | 我   | 哋   | 必     | 發     | 達   |
| 千                      | 幾   | 個   | 肥   | 女   | 士   | 即     | 節     | 食   |
| 纖                      | 體   | 過   | 龍   | 會   | 累   | 積     | 惡     | 疾   |
| 他                      | 轉   | 瞬   | 情   | 已   | 逝   | 即     | 割     | 席   |
| 黐                      | 咗   | 線   | 流   | 馬   | 尿   | 即     | 嚇     | 窒   |
| 衰                      | 鬼   | 正   | 男   | 老   | 豆   | 不     | 吃     | 藥   |
| 斟                      | 酒   | 當   | 賠   | 禮   | 係   | 必     | 殺     | 着   |
| 終                      | 審   | 判   | 刑   | 也   | 未   | 得     | 發     | 落   |
| 張                      | 仔   | 要   | 同   | 我   | 哋   | 織     | 隻     | 襪   |
| 開                      | 採   | 噴   | 泉   | 會   | 用   | 叻     | 策     | 略   |
| *它                     | 減   | 四   | 除   | 以   | 二   | 得     | 八     | 十   |
| *它 = 一百六十四 (等式) |      |      |      |      |      |        |        |      |

以陰平、陽平、陰上、陽上、陰去、陽去、上陰入、下陰入、陽入排序的口訣有「周秦古老對話出百越／粵」等。

## 外部連結
- 教育局：粵語九聲的音高對比字例（页面存档备份，存于）
- 香港中文大學自學中心：粵語拼音速遞——聲調（页面存档备份，存于）
- 中文字元資料頁：粵語拼盤——聲調篇：粵語聲調（页面存档备份，存于）
- 分部分音廣話九聲字宗 - 李春華‧民國三年(1914)出版（页面存档备份，存于）
- 張群顯：從中古四聲到現代粵語六調（页面存档备份，存于），刊丁邦新、張洪年、鄧思穎和錢志安(主編)：《漢語研究的新貌：方言、語法與文獻》，2016年，頁361-384
- 阿擇：粵語聲調6個定係9個？（页面存档备份，存于）
- 知乎：「幾聲幾調」中的「聲」和「調」指的是什麼？——Ichirou Uchiki的回答（獲頒專業徽章的回答）（页面存档备份，存于）